# Групна фаза УЕФА Лиге Европе 2017/18.
УЕФА Лига Европе 2017/18. је 47. сезона одржавања другог по јачини европског клупског фудбалског такмичења у организацију УЕФА, а девета сезона од када је оно преименовано из Купа УЕФА у УЕФА Лигу Европе.

## Екипе
| Легенда                              |
| ------------------------------------ |
| квалификовао се у шеснаестину финала |
| Елиминисан                           |

| Екипа                 | Коеф.   |
| --------------------- | ------- |
| Арсенал               | 105.192 |
| Зенит Санкт Петербург | 87.106  |
| Олимпик Лион          | 68.833  |
| Динамо Кијев          | 67.526  |
| Виљареал              | 64.999  |
| Атлетик Билбао        | 60.999  |
| Лацио                 | 56.666  |
| Милан                 | 47.666  |
| Викторија Плзењ       | 40.635  |
| Ред бул Салцбург      | 40.570  |
| Копенхаген            | 37.800  |
| Брага                 | 37.366  |

| Екипа             | Коеф.  |
| ----------------- | ------ |
| Стеауа Букурешт   | 35.370 |
| Лудогорец Разград | 34.175 |
| БАТЕ Борисов      | 29.475 |
| Евертон           | 29.192 |
| Јанг Бојс         | 28.915 |
| Олимпик Марсељ    | 28.333 |
| Реал Сосиједад    | 27.499 |
| Макаби Тел Авив   | 23.375 |
| Локомотива Москва | 20.606 |
| Аустрија Беч      | 17.070 |
| Херта Берлин      | 16.899 |
| Ница              | 16.833 |

| Екипа             | Коеф.  |
| ----------------- | ------ |
| Астана            | 16.800 |
| Партизан          | 16.075 |
| Хофенхајм         | 15.899 |
| Келн              | 15.899 |
| Ријека            | 15.550 |
| Виторија Гимараис | 14.866 |
| Аталанта          | 14.666 |
| Зулте Варегем     | 14.480 |
| Зорија Луганск    | 13.526 |
| Розенборг         | 12.665 |
| Шериф Тираспољ    | 11.150 |
| Хапоел Бер Шева   | 10.875 |

| Екипа               | Коеф.  |
| ------------------- | ------ |
| Аполон Лимасол      | 10.710 |
| Истанбул Башакшехир | 10.340 |
| Конијаспор          | 9.840  |
| Витесе              | 9.212  |
| Славија Праг        | 8.135  |
| Црвена звезда       | 7.325  |
| Скендербег          | 6.825  |
| Фастав Злин         | 6.635  |
| АЕК Атина           | 6.580  |
| Лугано              | 6.415  |
| Вардар              | 5.125  |
| Естерсунд           | 3.945  |

## Групна фаза
- Сва времена су по срдњеевропском времену.

| Легенда                                                      |
| ------------------------------------------------------------ |
| Победник групе и другопласирани пролазе у шеснаестину финала |

### Група А
| Табела             | ИГ | Д | Н | И | ГД | ГП | ГР | Бод. |
| ------------------ | -- | - | - | - | -- | -- | -- | ---- |
| 1. Виљареал        | 5  | 3 | 2 | 0 | 10 | 5  | +5 | 11   |
| 2. Славија Праг    | 5  | 2 | 3 | 0 | 6  | 5  | +1 | 8    |
| 3. Астана          | 5  | 2 | 1 | 2 | 9  | 7  | +2 | 7    |
| 4. Макаби Тел Авив | 5  | 0 | 1 | 4 | 0  | 8  | -8 | 1    |

| Виљареал                                | 3:1           | Астана         |
| --------------------------------------- | ------------- | -------------- |
| Сансоне 16’ · Бакамбу 75’ · Черишев 77’ | Детаљи (UEFA) | Логвиненко 68’ |

| Славија Праг | 1:0           | Макаби Тел Авив |
| ------------ | ------------- | --------------- |
| Нецид 12’    | Детаљи (UEFA) |                 |

| Астана      | 1:1           | Славија Праг     |
| ----------- | ------------- | ---------------- |
| Томасов 42’ | Детаљи (UEFA) | Нгаде-Нгађуи 18’ |

| Макаби Тел Авив | 0:0           | Виљареал |
| --------------- | ------------- | -------- |
|                 | Детаљи (UEFA) |          |

### Група Б
| Табела          | ИГ | Д | Н | И | ГД | ГП | ГР | Бод. |
| --------------- | -- | - | - | - | -- | -- | -- | ---- |
| 1. Динамо Кијев | 5  | 3 | 1 | 1 | 11 | 8  | +3 | 10   |
| 2. Партизан     | 5  | 2 | 2 | 1 | 7  | 5  | +2 | 8    |
| 3. Скендербег   | 5  | 1 | 2 | 2 | 5  | 8  | -3 | 5    |
| 4. Јанг бојс    | 5  | 0 | 3 | 2 | 5  | 7  | -2 | 3    |

| Динамо Кијев                                          | 3:1           | Скендербег |
| ----------------------------------------------------- | ------------- | ---------- |
| Сидорчук 47’ · Жуниор Мораес 49’ · Мбокани 65’ (пен.) | Детаљи (UEFA) | Музака 39’ |

| Јанг Бојс   | 1:1           | Партизан     |
| ----------- | ------------- | ------------ |
| Фашнахт 14’ | Детаљи (UEFA) | Јанковић 11’ |

| Партизан                   | 2:3           | Динамо Кијев                                |
| -------------------------- | ------------- | ------------------------------------------- |
| Ожеговић 34’ · Тавамба 42’ | Детаљи (UEFA) | Жуниор Мораес 54’ (пен.) 84’ · Бујалски 68’ |

| Скендербег | 1:1           | Јанг Бојс |
| ---------- | ------------- | --------- |
| Сове 65’   | Детаљи (UEFA) | Асале 70’ |

| Скендербег | 0:0           | Партизан |
| ---------- | ------------- | -------- |
|            | Детаљи (UEFA) |          |

| Динамо Кијев               | 2:2           | Јанг Бојс     |
| -------------------------- | ------------- | ------------- |
| Мбокани 34’ · Морозјук 49’ | Детаљи (UEFA) | Асале 17’ 40’ |

| Партизан                | 2:0           | Скендербег |
| ----------------------- | ------------- | ---------- |
| Тошић 39’ · Тавамба 66’ | Детаљи (UEFA) |            |

| Јанг Бојс | 0:1           | Динамо Кијев |
| --------- | ------------- | ------------ |
|           | Детаљи (UEFA) | Бујалски 70’ |

| Скендербег                       | 3:2           | Динамо Кијев               |
| -------------------------------- | ------------- | -------------------------- |
| Лилај 18’ · Адени 52’ · Сове 56’ | Детаљи (UEFA) | Циганков 16’ · Русин 90+1’ |

| Партизан                   | 2:1           | Јанг Бојс   |
| -------------------------- | ------------- | ----------- |
| Тавамба 12’ · Ожеговић 53’ | Детаљи (UEFA) | Нгамале 25’ |

### Група Ц
| Табела                 | ИГ | Д | Н | И | ГД | ГП | ГР | Бод. |
| ---------------------- | -- | - | - | - | -- | -- | -- | ---- |
| 1. Брага               | 5  | 3 | 1 | 1 | 8  | 6  | +2 | 10   |
| 2. Лудогорец Разград   | 5  | 2 | 2 | 1 | 6  | 4  | +2 | 8    |
| 3. Истанбул Башакшехир | 5  | 1 | 2 | 2 | 5  | 7  | -2 | 5    |
| 4. Хофенхајм           | 5  | 1 | 1 | 3 | 7  | 9  | -2 | 4    |

| Хофенхајм  | 1:2           | Брага                      |
| ---------- | ------------- | -------------------------- |
| Вагнер 24’ | Детаљи (UEFA) | Теишеира 45+1’ · Соуза 50’ |

| Истанбул Башакшехир | 0:0           | Лудогорец |
| ------------------- | ------------- | --------- |
|                     | Детаљи (UEFA) |           |

### Група Д
| Табела          | ИГ | Д | Н | И | ГД | ГП | ГР | Бод. |
| --------------- | -- | - | - | - | -- | -- | -- | ---- |
| 1. Милан        | 5  | 3 | 2 | 0 | 13 | 4  | +9 | 11   |
| 2. АЕК Атина    | 5  | 1 | 4 | 0 | 6  | 5  | +1 | 7    |
| 3. Ријека       | 5  | 1 | 1 | 3 | 9  | 12 | -3 | 4    |
| 4. Аустрија Беч | 5  | 1 | 1 | 3 | 9  | 16 | -7 | 4    |

| Аустрија Беч | 1:5           | Милан                                        |
| ------------ | ------------- | -------------------------------------------- |
| Борковић 47’ | Детаљи (UEFA) | Чалханоглу 7’ · Силва 10’ 20’ 56’ · Сусо 63’ |

| Ријека   | 1:2           | АЕК Атина                          |
| -------- | ------------- | ---------------------------------- |
| Елез 29’ | Детаљи (UEFA) | Манталос 16’ · Христодулопулос 62’ |

| АЕК Атина      | 2:2           | Аустрија Беч             |
| -------------- | ------------- | ------------------------ |
| Ливаја 28’ 90’ | Детаљи (UEFA) | Таџури 43’ · Моншејн 49’ |

| Милан                                   | 3:2           | Ријека                       |
| --------------------------------------- | ------------- | ---------------------------- |
| Силва 14’ · Мусакио 53’ · Кутроне 90+4’ | Детаљи (UEFA) | Акости 84’ · Елез 90’ (пен.) |

| Милан | 0:0           | АЕК Атина |
| ----- | ------------- | --------- |
|       | Детаљи (UEFA) |           |

| Аустрија Беч     | 1:3           | Ријека                            |
| ---------------- | ------------- | --------------------------------- |
| Фризенбихлер 90’ | Детаљи (UEFA) | Гаврановић 21’ 31’ · Квржић 90+2’ |

| АЕК Атина | 0:0           | Милан |
| --------- | ------------- | ----- |
|           | Детаљи (UEFA) |       |

| Ријека      | 1:4           | Аустрија Беч                               |
| ----------- | ------------- | ------------------------------------------ |
| Павичић 61’ | Детаљи (UEFA) | Прокоп 41’ 62’ · Сербест 73’ · Моншејн 83’ |

### Група Е
| Табела            | ИГ | Д | Н | И | ГД | ГП | ГР  | Бод. |
| ----------------- | -- | - | - | - | -- | -- | --- | ---- |
| 1. Аталанта       | 5  | 3 | 2 | 0 | 13 | 4  | +9  | 11   |
| 2. Олимпик Лион   | 5  | 3 | 2 | 0 | 11 | 3  | +8  | 11   |
| 3. Аполон Лимасол | 5  | 0 | 3 | 2 | 5  | 11 | -6  | 3    |
| 4. Евертон        | 5  | 0 | 1 | 4 | 4  | 15 | -11 | 1    |

| Аталанта                                | 3:0           | Евертон |
| --------------------------------------- | ------------- | ------- |
| Масиело 27’ · Гомез 41’ · Кристанте 44’ | Детаљи (UEFA) |         |

| Аполон Лимасол  | 1:1           | Олимпик Лион     |
| --------------- | ------------- | ---------------- |
| Сардинеро 90+3’ | Детаљи (UEFA) | Депај 53’ (пен.) |

### Група Ф
| Табела               | ИГ | Д | Н | И | ГД | ГП | ГР | Бод. |
| -------------------- | -- | - | - | - | -- | -- | -- | ---- |
| 1. Шериф Тираспољ    | 5  | 2 | 3 | 0 | 4  | 2  | +2 | 9    |
| 2. Локомотива Москва | 5  | 2 | 2 | 1 | 7  | 4  | +3 | 8    |
| 3. Копенхаген        | 5  | 1 | 3 | 1 | 5  | 3  | +2 | 6    |
| 4. Фастав Злин       | 5  | 0 | 2 | 3 | 1  | 8  | -7 | 2    |

| Фастав Злин | 0:0           | Шериф Тираспољ |
| ----------- | ------------- | -------------- |
|             | Детаљи (UEFA) |                |

| Копенхаген | 0:0           | Локомотива Москва |
| ---------- | ------------- | ----------------- |
|            | Детаљи (UEFA) |                   |

### Група Г
| Табела             | ИГ | Д | Н | И | ГД | ГП | ГР | Бод. |
| ------------------ | -- | - | - | - | -- | -- | -- | ---- |
| 1. Стеауа Букурешт | 5  | 3 | 1 | 1 | 8  | 5  | +3 | 10   |
| 2. Викторија Плзењ | 5  | 3 | 0 | 2 | 11 | 8  | +3 | 9    |
| 3. Лугано          | 5  | 2 | 0 | 3 | 7  | 10 | -3 | 6    |
| 4. Хапоел Бер Шева | 5  | 1 | 1 | 3 | 5  | 8  | -3 | 4    |

| Хапоел Бер Шева                 | 2:1           | Лугано            |
| ------------------------------- | ------------- | ----------------- |
| Еинбиндер 2’ · Цедек 60’ (пен.) | Детаљи (UEFA) | Цедек 60’ (а. г.) |

| Стеауа Букурешт                     | 3:0           | Викторија Плзењ |
| ----------------------------------- | ------------- | --------------- |
| Будеску 21’ (пен.) 44’ · Алибек 72’ | Детаљи (UEFA) |                 |

### Група Х
| Табела           | ИГ | Д | Н | И | ГД | ГП | ГР | Бод. |
| ---------------- | -- | - | - | - | -- | -- | -- | ---- |
| 1. Арсенал       | 5  | 3 | 1 | 1 | 8  | 4  | +4 | 10   |
| 2. Келн          | 5  | 2 | 0 | 3 | 7  | 7  | 0  | 6    |
| 3. Црвена звезда | 5  | 1 | 3 | 1 | 2  | 2  | 0  | 6    |
| 4. БАТЕ Борисов  | 5  | 1 | 2 | 2 | 6  | 10 | -4 | 5    |

| Црвена звезда | 1:1           | БАТЕ Борисов |
| ------------- | ------------- | ------------ |
| Радоњић 54’   | Детаљи (UEFA) | Сигневич 72’ |

| Арсенал                                  | 3:1           | Келн       |
| ---------------------------------------- | ------------- | ---------- |
| Колашинац 49’ · Санчез 67’ · Бељерин 82’ | Детаљи (UEFA) | Кордоба 9’ |

| Келн | 0:1           | Црвена звезда |
| ---- | ------------- | ------------- |
|      | Детаљи (UEFA) | Боаћи 30’     |

| БАТЕ Борисов               | 2:4           | Арсенал                                        |
| -------------------------- | ------------- | ---------------------------------------------- |
| Иванић 28’ · Гордејчук 67’ | Детаљи (UEFA) | Волкот 9’, 22’ · Холдинг 25’ · Жиру 49’ (пен.) |

| БАТЕ Борисов | 1:0           | Келн |
| ------------ | ------------- | ---- |
| Риос 55’     | Детаљи (UEFA) |      |

| Црвена звезда | 0:1           | Арсенал  |
| ------------- | ------------- | -------- |
|               | Детаљи (UEFA) | Жиру 84’ |

### Група И
| Табела               | ИГ | Д | Н | И | ГД | ГП | ГР | Бод. |
| -------------------- | -- | - | - | - | -- | -- | -- | ---- |
| 1. Ред бул Салцбург  | 5  | 3 | 2 | 0 | 7  | 1  | +6 | 11   |
| 2. Олимпик Марсељ    | 5  | 2 | 1 | 2 | 4  | 4  | 0  | 7    |
| 3. Конијаспор        | 5  | 1 | 2 | 2 | 3  | 5  | -2 | 5    |
| 4. Виторија Гимараис | 5  | 1 | 1 | 3 | 4  | 8  | -4 | 4    |

| Олимпик Марсељ | 1:0           | Конијаспор |
| -------------- | ------------- | ---------- |
| Рами 48’       | Детаљи (UEFA) |            |

| Виторија Гимараис | 1:1           | Ред бул Салцбург |
| ----------------- | ------------- | ---------------- |
| Енрике 25’        | Детаљи (UEFA) | Бериша 45’       |

### Група Ј
| Табела            | ИГ | Д | Н | И | ГД | ГП | ГР | Бод. |
| ----------------- | -- | - | - | - | -- | -- | -- | ---- |
| 1. Естерсунд      | 5  | 3 | 1 | 1 | 7  | 3  | +4 | 10   |
| 2. Атлетик Билбао | 5  | 2 | 2 | 1 | 6  | 5  | +1 | 8    |
| 3. Зорија Луганск | 5  | 2 | 0 | 3 | 3  | 7  | -4 | 6    |
| 4. Херта Берлин   | 5  | 1 | 1 | 3 | 5  | 6  | -1 | 4    |

| Зорија Луганск | 0:2           | Естерсунд              |
| -------------- | ------------- | ---------------------- |
|                | Детаљи (UEFA) | Годос 50’ · Геро 90+4’ |

| Херта Берлин | 0:0           | Атлетик Билбао |
| ------------ | ------------- | -------------- |
|              | Детаљи (UEFA) |                |

### Група К
| Табела           | ИГ | Д | Н | И | ГД | ГП | ГР | Бод. |
| ---------------- | -- | - | - | - | -- | -- | -- | ---- |
| 1. Лацио         | 5  | 4 | 1 | 0 | 10 | 4  | +6 | 13   |
| 2. Ница          | 5  | 3 | 0 | 2 | 12 | 6  | +6 | 9    |
| 3. Зулте Варегем | 5  | 1 | 1 | 3 | 5  | 11 | -6 | 4    |
| 4. Витесе        | 5  | 0 | 2 | 3 | 4  | 10 | -6 | 2    |

| Зулте Варегем  | 1:5           | Ница                                                        |
| -------------- | ------------- | ----------------------------------------------------------- |
| Леји Исека 46’ | Детаљи (UEFA) | Плеа 16’, 20’ · Данте 28’ · Сен-Максимин 69’ · Балотели 74’ |

| Витесе                        | 2:3           | Лацио                                |
| ----------------------------- | ------------- | ------------------------------------ |
| Матавж 33’ · Сен-Максимин 57’ | Детаљи (UEFA) | Пароло 51’ · Имобиле 67’ · Мурђа 75’ |

### Група Л
| Табела                   | ИГ | Д | Н | И | ГД | ГП | ГР  | Бод. |
| ------------------------ | -- | - | - | - | -- | -- | --- | ---- |
| 1. Зенит Санкт Петербург | 5  | 4 | 1 | 0 | 14 | 4  | +10 | 13   |
| 2. Реал Сосиједад        | 5  | 4 | 0 | 1 | 15 | 3  | +12 | 12   |
| 3. Розенборг             | 5  | 1 | 1 | 3 | 5  | 10 | -5  | 4    |
| 4. Вардар                | 5  | 0 | 0 | 5 | 2  | 19 | -17 | 0    |

| Вардар | 0:5           | Зенит                                                    |
| ------ | ------------- | -------------------------------------------------------- |
|        | Детаљи (UEFA) | Кокорин 6’, 21’ · Дзјуба 39’ · Ивановић 66’ · Ригони 89’ |

| Реал Сосиједад                                        | 4:0           | Розенборг |
| ----------------------------------------------------- | ------------- | --------- |
| Љоренте 9’, 77’ · Зурутуза 10’ · Скјелвик 41’ (а. г.) | Детаљи (UEFA) |           |